# Амхерст, Уильям
Уильям Питт Амхерст (William Amherst, 1st Earl Amherst; 14 января 1773, Бат (Англия) — 13 марта 1857, Ноул-хаус) — барон, затем виконт и граф, британский аристократ, в 1823—1828 годах исполнявший обязанности генерал-губернатора Бенгалии.

## Карьера
Баронский титул он унаследовал в 1797 году от своего дяди Джефри Амхерста — главнокомандующего британской армией в Семилетней войне. В 1809—1811 годах представлял интересы британской короны при неаполитанском дворе. В 1816 году был направлен для переговоров об аренде Гонконга в Пекин, однако за отказ от челобитья перед богдыханом (коутоу) выслан из Китая. На обратном пути в Европу его корабль потерпел крушение.
Губернаторство Амхерста в Индии было ознаменовано требованием правителя Баджидо оставить в его распоряжении восточную часть Бенгалии. Разногласия вылились в Первую англо-бирманскую войну, которую Амхерст выиграл, хотя и с большим трудом. По Яндабинскому миру англичане получали прибрежные Аракан и Тенассерим, а также Ассам. За эти заслуги он был награждён в 1826 году графским титулом. Последние 30 лет жизни провёл в уединении.

## Частная жизнь
Жена Уильяма Амхерста, Сара (англ. Sarah Amherst, 1762—1838), была ботаником, исследователем флоры Гималаев, Индии, Бирмы. В её честь был назван род деревьев из Бирмы с очень красивыми крупными цветками, похожими на орхидеи — Амхерстия (Amherstia).
Граф Амхерст как-то обронил: «Есть три способа разориться: самый быстрый — скачки, самый приятный — женщины, а самый надежный — сельское хозяйство». Остроумная фраза запомнилась, и с тех пор часто цитируется.